# Ari (nome)
Ari è un nome proprio di persona maschile e femminile.

## Origine e diffusione
Il nome ha più etimologie possibili, tutte valide, identificanti cioè nomi omografi provenienti da lingue e culture diverse:
- Nome maschile, basato sull'ebraico אֲרִי (ari), che significa "leone"[1][2] (da cui anche Ariele); ha lo stesso significato di Leone, Aslan e Osama.
- Nome finlandese e islandese maschile, derivato dall'epiteto norreno ari, "aquila"[2][3]; ha lo stesso significato di Ezio, Aquila e Arne.
- Nome armeno maschile, scritto in alfabeto armeno Արի (Ari), che significa "coraggioso"[2][4]; è in tal caso affine per semantica a Baldo, Erol e Hartmann.
- Titolo egizio che significa "guardiano", ma interpretato occasionalmente su alcune iscrizioni funebri come "compagno" o "cittadino"[2]. È anche il nome egizio dell'Aria (o Battria)[2].
- In giapponese, 有 (Ari), col significato di "essere", "creatura"; funge da componente di molti altri nomi maschili.
- Ari (o Aris) è un diminutivo comune per molti nomi greci maschili e femminili, come Aristotele, Aristide, Arianna e molti altri, la maggioranza dei quali comincia col termine ἄριστος (àristos), che significa "ottimo", "il migliore".

## Onomastico
Non esistono santi che portano questo nome, quindi è adespota. L'onomastico può essere festeggiato in occasione di Ognissanti, il 1º novembre.

## Persone

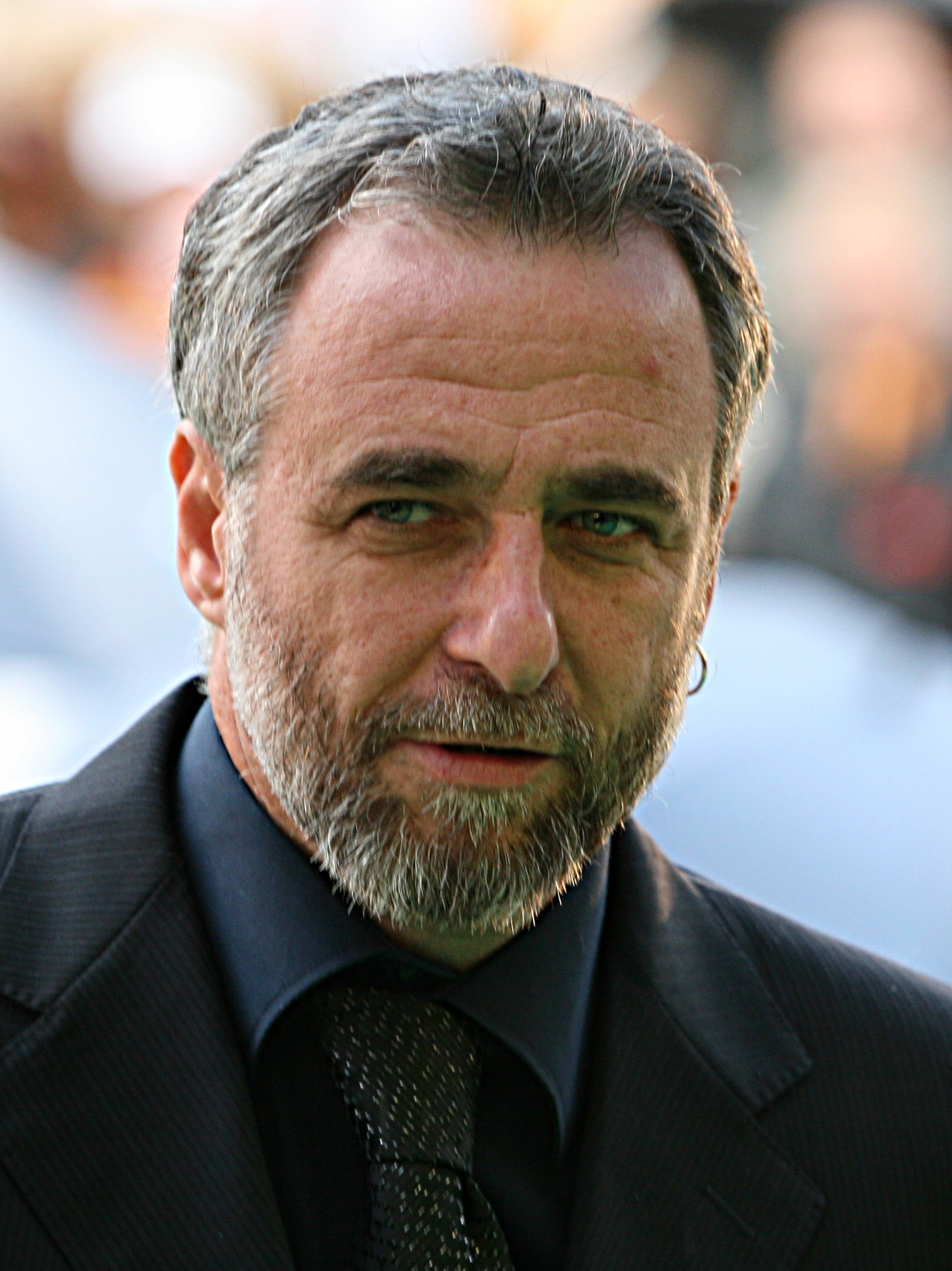
Ari Folman

- Ari Aster, regista e sceneggiatore statunitense
- Ari Folman, regista, sceneggiatore e compositore israeliano
- Ari Gold, cantautore statunitense
- Ari Heikkinen, calciatore finlandese
- Ari Hjelm, allenatore di calcio e calciatore finlandese
- Ari Hoenig, batterista statunitense
- Ari Ichihashi, atleta giapponese
- Ari Lemmke, informatico finlandese
- Ari Ólafsson, cantante islandese
- Ari Sulander, hockeista su ghiaccio finlandese naturalizzato svizzero
- Ari Vatanen, pilota di rally e politico finlandese
- Ari Þorgilsson, scrittore e religioso islandese

## Il nome nelle arti
- Ari Haswari, personaggio ricorrente delle serie televisiva NCIS, Unità anticrimine.